# هان كوكس
هان كوكس (بالهولندية: Henri Cox)‏ هو مقاوم هولندي، ولد في 21 مايو 1899 في آرنم في هولندا، وتوفي في 18 مارس 1979 في ديفينتر ‏ في هولندا.

## وصلات خارجية
- هان كوكس على موقع الاتحاد الدولي للتجديف (الإنجليزية)
- هان كوكس على موقع اللجنة الأولمبية الدولية (الإنجليزية)
- هان كوكس على موقع أوليمبيديا (الإنجليزية)